# Chang'e
För andra betydelser, se Chang'e (olika betydelser).

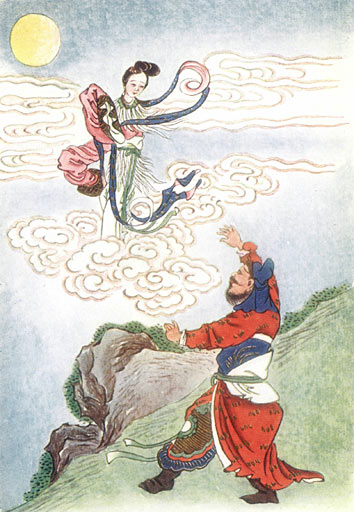
Chang'e flyger till månen. Från Myths and Legends of China 1922 av E. T. C. Werner.

Chang'e (kinesiska: 嫦娥, pinyin: Cháng'é, även Heng-O eller Chang-O) är en kinesisk mångudinna, förknippad med myten om skytten Hou Yi och den kinesiska månfestivalen. Chang'e stal sin makes odödlighetsdryck och drog sig tillbaka till månen. Hon betraktas därför som månens moder eller möjligen dess gudinna.
Asteroiden 4047 Chang'E är uppkallad efter henne. Kina har även döpt en serie rymdsonder för utforskningen av månen, efter henne, se Chang'eprogrammet.